# Badminton-Junioreneuropameisterschaft 1997
Die Badminton-Junioreneuropameisterschaft 1997 fand vom 30. März bis zum 5. April 1997 in Nymburk statt.

## Medaillengewinner
| Disziplin    | Gold | Silber | Bronze                                                                         |
| ------------ | --- | --- | ------------------------------------------------------------------------------ |
| Herreneinzel | Dicky Palyama | Richard Vaughan                                                                                             | Nikolai Nikolajenko                                                            |
| Herreneinzel | Dicky Palyama | Richard Vaughan                                                                                             | Kasper Ødum                                                                    |
| Dameneinzel  | Judith Meulendijks | Tine Rasmussen                                                                                              | Ella Karachkova                                                                |
| Dameneinzel  | Judith Meulendijks | Tine Rasmussen                                                                                              | Donna Kellogg                                                                  |
| Herrendoppel | Kasper Ødum Ove Svejstrup | Kristian Langbak Frederik Køhler                                                                            | Johan Holm Patrik Isaksson                                                     |
| Herrendoppel | Kasper Ødum Ove Svejstrup | Kristian Langbak Frederik Køhler                                                                            | Joachim Tesche Thomas Tesche                                                   |
| Damendoppel  | Lene Mørk Jane F. Bramsen | Jane Jacoby Britta Andersen                                                                                 | Maria Kool Maria Sofronova                                                     |
| Damendoppel  | Lene Mørk Jane F. Bramsen | Jane Jacoby Britta Andersen                                                                                 | Zhanna Chornenkaja Ella Karachkova                                             |
| Mixed        | Ove Svejstrup Britta Andersen | Kristian Langbak Jane F. Bramsen                                                                            | Kasper Ødum Lene Mørk                                                          |
| Mixed        | Ove Svejstrup Britta Andersen | Kristian Langbak Jane F. Bramsen                                                                            | David Lindley Donna Kellogg                                                    |
| Mannschaften | Dänemark Henrik K. Hansen Frederik Køhler Kristian Langbak Kasper Ødum Ove Svejstrup Britta Andersen Jane F. Bramsen Jane Jacoby Lene Mørk Tine Rasmussen | Russland Nikolai Nikolajenko Alexandr Remizov Zhanna Chornenkaja Ella Karachkova Maria Kool Maria Sofronova | Niederlande Dicky Palyama Judith Meulendijks Melissa Trouerbach Ginny Severien |

## Resultate

### Halbfinale
| Disziplin    | Sieger                           | Finalist                            | Ergebnis          |
| ------------ | -------------------------------- | ----------------------------------- | ----------------- |
| Herreneinzel | Richard Vaughan                  | Kasper Ødum                         | 15–6, 17–18, 15–8 |
| Herreneinzel | Dicky Palyama                    | Nikolai Nikolajenko                 | 15–6, 15–4        |
| Dameneinzel  | Judith Meulendijks               | Ella Karachkova                     | 11–7, 11–4        |
| Dameneinzel  | Tine Rasmussen                   | Donna Kellogg                       | 3–11, 11–5, 12–9  |
| Herrendoppel | Kasper Ødum Ove Svejstrup        | Johan Holm Patrik Isaksson          | 15–8, 15–9        |
| Herrendoppel | Frederik Köhler Kristian Langbak | Joachim Tesche Thomas Tesche        | 15–6, 15–4        |
| Damendoppel  | Britta Andersen Jane Jacoby      | Ella Karachkova Zhanna Chornenjkaja | 15–6, 15–12       |
| Damendoppel  | Jane F. Bramsen Lene Mørk        | Maria Kool Maria Sofronova          | 15–12, 15–12      |
| Mixed        | Ove Svejstrup Britta Andersen    | Kasper Ødum Lene Mørk               | 15–1, 15–10       |
| Mixed        | Kristian Langbak Jane F. Bramsen | David Lindley Donna Kellogg         | 15–9, 15–9        |

### Finale
| Disziplin    | Sieger                        | Finalist                         | Ergebnis            |
| ------------ | ----------------------------- | -------------------------------- | ------------------- |
| Herreneinzel | Dicky Palyama                 | Richard Vaughan                  | 11–15, 15–11, 18–15 |
| Dameneinzel  | Judith Meulendijks            | Tine Rasmussen                   | 6–11, 12–9, 11–6    |
| Herrendoppel | Kasper Ødum Ove Svejstrup     | Frederik Köhler Kristian Langbak | 15–7, 15–6          |
| Damendoppel  | Jane F. Bramsen Lene Mørk     | Britta Andersen Jane Jacoby      | 17–15, 15–11        |
| Mixed        | Ove Svejstrup Britta Andersen | Kristian Langbak Jane F. Bramsen | 15–10, 15–12        |

## Mannschaften

### Endstand
- 1.  Dänemark
- 2.  Russland
- 3.  Niederlande
- 4.  England
- 5.  Deutschland
- 6.  Polen
- 7.  Schweden
- 8.  Bulgarien
- 9.  Ukraine
- 10.  Irland
- 11.  Frankreich
- 12.  Schweiz
- 13.  Schottland
- 14.  Österreich
- 15.  Finnland
- 16.  Norwegen